# Sociedade da Pensilvânia para a Prevenção da Crueldade contra os Animais
Sociedade da Pensilvânia para a Prevenção da Crueldade contra os Animais - PSPCA  (Pennsylvania Society for the Prevention of Cruelty to Animals), idealizada por
Caroline Earle White (1833–1916), uma humanitária norte-americana e ativista anti vivissecção, que penalizada com a forma, por vezes cruel, como eram tratados os cavalos empregados no transporte de cargas pesadas nas ruas da Filadélfia, passou a envolver-se com o trabalho de prevenção à crueldade contra os animais, procurando no verão de 1866, em Nova Iorque, Henry Bergh, um americano rico que havia fundado em 10 de abril daquele ano, nessa cidade, a Sociedade Americana para a Prevenção da Crueldade contra os Animais..
Com o intento de criar uma entidade com as mesmas finalidades na Filadélfia, White e Bergh uniram-se a  M. Richards Muckle e  S. Morris Waln, que já trabalhavam num projeto semelhante para a cidade.
Morris e Bergh providenciaram o apoio financeiro enquanto White e Muckle elaboraram os estatutos para fundarem em 21 de junho de 1868 a Sociedade da Pensilvânia para a Prevenção da Crueldade contra os Animais, tornando-se S. Morris Waln o seu primeiro presidente.  
Na atualidade a PSPCA funciona como uma organização humanitária com poder de polícia para aplicar as leis contra crueldades praticadas com animais. Anualmente resgatam milhares de animais que vivem em condições difíceis e perigosas. Providenciam, também,  assistência veterinária e promovem adoções.